# Azzi-Hayasa
Azzi-Hayasa era una confederazione tribale attestata tra l'altopiano armeno e i monti del Ponto nella tarda età del bronzo. Sfortunatamente, non sono state trasmesse fonti primarie autoctone su questa confederazione e tutte le informazioni disponibili sono di provenienza ittita. Infatti, la confederazione fu in guerra con l'Impero Ittita a partire dal XIV secolo a.C. e probabilmente, assieme ad altre popolazioni, collaborò al fine dell'Impero durante il collasso dell'Età del Bronzo intorno al 1190 a.C. Si ipotizza che nello stesso periodo in cui i Frigi giunsero in Anatolia, nel territorio di Azzi-Hayasa si siano poi installate popolazioni di lingua indoeuropea provenienti da ovest, che si sarebbero fuse con le popolazioni locali. Tuttavia, un'entità politica di lingua armena sarebbe attestata soltanto a partire dal VI secolo a.C., in seguito al declino del regno di Urartu, quando prese il potere la dinastia degli Orontidi.

## Localizzazione e struttura politica
La regione anticamente occupata da Azzi-Hayasa includerebbe le regioni occidentali e sud-occidentali dell'altopiano armeno. Le iscrizioni ittite decifrate negli anni '20 dallo studioso svizzero Emil Forrer testimoniano la collocazione di Azzi-Hayasa a est di Hatti nella regione dell'Alto Eufrate. Il limite occidentale sembra essere localizzato tra Samuha e Kummaha, inoltre, sembra confinasse con Isuwa (più tardi conosciuta come Sofene) e Pahhuwa (forse vicino alla moderna Divriği) a sud o ad ovest. Un'altra ipotesi sostiene che il territorio di Azzi-Hayasa possa essere corrisposto, almeno parzialmente, al Diaueḫi menzionato in testi di epoca urartea. La collocazione del confine orientale di Azzi-Hayasa è attualmente sconosciuta, anche se si ipotizza sia stato nell'area della moderna Tercan o nei pressi del Lago Van. Complessivamente queste aree successivamente vennero identificate con le regioni dell'Armenia Superiore e dell'Armenia Inferiore e, in parte, con la moderna provincia di Ardahan in Turchia. Se Azzi-Hayasa avesse una capitale ed eventualmente quale fosse questo centro non è noto, ma la fortezza principale sul suo territorio era Ura, forse situata da qualche parte vicino alla moderna Bayburt o lungo il fiume Kelkit.
Nonostante l'interpretazione della struttura politica di Azzi-Hayasa come una confederazione con comuni basi linguistiche e culturali sia ampiamente accettata, l'esatta natura di questa confederazione rimane incerta. Una delle ipotesi avanzate la interpreta come una confederazione di due regni (Hayasa a nord e Azzi a sud) e a sostegno di ciò viene fatto notare come dopo la conquista portata a termine da Mursili II la confederazione scomparve dalle fonti, tuttavia, il toponimo Azzi continuò a essere menzionato per qualche tempo dopo la cessazione dei riferimenti ad Hayasa. Pertanto, è possibile che Hayasa sia stato distrutto da Mursili o che sia diventato parte di Azzi. Un'altra ipotesi – avanzata da Igor Diakonoff – la interpreta come una confederazione tribale organizzata attorno a un'assemblea degli anziani, ovvero i leader delle suddette tribù, in una maniera analoga alla vicina Pahhuwa. A sostegno di questa ipotesi è stato sottolineato come il trattato del re ittita Suppiluliuma I con Hakkani di Hayasa si rivolge al "popolo di Hayasa", mentre successivamente Mursili II condusse delle trattative con "gli anziani" di Azzi. Altri studiosi, invece, hanno cercato eventuali spiegazioni per la doppia denominazione. Ad esempio, secondo Massimo Forlanini, Hayasa e Azzi potrebbero aver denotato la stessa comunità politica, giustificando il cambio di nome in seguito all'instaurazione di una nuova dinastia regnante o un cambio di capitale.

## Storia
Sebbene fossero spesso in contrasto con l'Impero, i testi ittiti menzionano la presenza nell'esercito di aurighi provenienti da Azzi-Hayasa. Di fronte agli attacchi da parte dei Kaskei, di Azzi-Hayasa e altri nemici, l'Impero ittita appariva in grande difficoltà al punto che molte potenze vicine si aspettavano che presto crollasse; infatti, il faraone egiziano Amenhotep III scrisse addirittura a Tarhundaradu, re di Arzawa: «Ho sentito che tutto è finito e che il paese di Hattusa è paralizzato» (EA 31, 26–27). Pertanto, il re ittita Tudhaliya III decise di abbandonare la capitale Hattusa e scelse come residenza temporanea per la corte reale ittita la città di Samuha, definita: «un importante centro di culto situato sul corso superiore del fiume Marassantiya». Samuha venne però temporaneamente conquistata dalle forze del paese di Azzi; tuttavia, Tudhaliya riuscì a radunare le sue forze e la velocità e la determinazione del re ittita sorpresero i nemici di Hatti. Tudhaliya inviò il suo generale Suppiluliuma (in seguito asceso al trono ittita) alle frontiere nordorientali di Hatti,  dove sconfisse l'esercito di Azzi-Hayasa, costringendolo al ritiro e obbligando la confederazione a consentire il rimpatrio di tutti i sudditi ittiti catturati e a cedere «il confine [territorio] che Suppiluliuma sosteneva appartenesse alla Terra di Hatti», anche se il sovrano di Azzi-Hayasa ottenne come condizione per il rilascio delle migliaia di prigionieri ittiti detenuti nel suo dominio il ritorno dei prigionieri suoi connazionali detenuti come prigionieri ad Hatti. Le tavolette cuneiformi di Boğazköy menzionano i nomi di alcuni sovrani di Azzi-Hayasa: Karanni (o Lanni), Mariya e Hakkani (o Hukkana). Quest'ultimo accettò di entrare nella sfera d'influenza ittita sposando la sorella di Suppiluliuma I quando questi divenne re, anche se non si dimostrò un cognato del tutto mite e sottomesso agli interessi politici e militari ittiti. È possibile che Azzi-Hayasa sia stato colpito dalla stessa pestilenza che uccise Suppiluliuma I e suo figlio Arnuwanda II, ma, nel settimo anno di Mursili II (tre anni prima dell'eclissi di Mursili – quindi, 1315 a.C.), il "signore di Azzi" Anniya approfittò dell'unificazione dei Kaskei da parte di Pihhuniya e fece irruzione nella Terra di Dankuwa, una regione di confine ittita, deportandone la popolazione; infatti, secondo Cavaignac, Anniya «aveva saccheggiato diverse aree e si era rifiutato di rilasciare i prigionieri catturati». Questa ribellione suscitò presto la risposta di Mursili II che dopo aver sconfitto Pihhuniya, marciò verso i confini di Azzi-Hayasa dove chiese la liberazione dei suoi sudditi catturati, ma Anniya si rifiutò e Mursili attaccò immediatamente la fortezza di Ura, per poi attraversare l'Eufrate la primavera successiva e riorganizzare il suo esercito a Ingalova. Nonostante le campagne dell'anno VII e le probabili campagne dell'anno VIII, Mursili non era ancora riuscito a sottomettere Anniya, il quale nell'anno IX di Mursili lanciò un'importante controffensiva invadendo ancora una volta la frontiera nord-orientale di Hatti, distruggendo la Terra di Istitina e ponendo sotto assedio la città di Kannuwara. In quel momento Mursili fu costretto ad affrontare un'altra crisi nello stesso anno a causa della morte di suo fratello Sarri-Kusuh, viceré ittita della Siria, fatto che provocò una rivolta delle terre di Nukhašše. Pertanto, Mursili II inviò il suo generale Kurunta a sedare la ribellione siriana e il generale Nuwanza contro Azzi-Hayasa. Dopo aver consultato alcuni oracoli, il re ordinò a Nuwanza di attaccare e il generale inflisse una clamorosa sconfitta agli invasori nella battaglia di Ganuvara. Da quel momento in poi l'area sarebbe rimasta «saldamente nelle mani degli ittiti per il resto del regno di Mursili sotto l'immediata autorità di un governatore locale nominato dal re». Mursili II ordinò l'invasione di Azzi-Hayasa nel suo X anno di regno, ma la sua riconquista e sottomissione formale venne portata a termine solo l'anno successivo. Dopo la sconfitta di Anniya, Azzi-Hayasa fu praticamente eliminata e non appare più nelle fonti ittite o assire, anche se successivamente viene affermato che Mutti, un uomo della città di Halimana, abbia omaggiato Mursili ad Azzi. Nonostante la scarsità di informazioni è stata avanzata l'ipotesi che potesse essere un nuovo sovrano di Azzi. Alla fine del XIII secolo a.C. la confederazione si sciolse e molti suoi ex distretti divennero città-stato indipendenti, in parte successivamente riaggregatesi nelle confederazioni di Diaueḫi, di Etiuni e di Urumu, o divennero parte dello regno nairiano di Urartu, menzionato nei documenti assiri dello stesso periodo.

## Identificazione
Come altre entità politiche limitrofe, quali i contemporanei Nairi o i successivamente attestati Mannei, Diaueḫi, Etiuni e Urumu, la confederazione di Azzi-Hayasa è stata associata alla cultura Nakhchivan-Kizilveng, a sua volta discendente dalla cultura Kura-Araxes, e alle popolazioni di lingua hurro-urartea. Infatti, il nome Hayasa potrebbe forse essere collegato con il termine Iya(ni)/Iga(ni) – menzionato in diversi testi urartei – o con il toponimo Huša(ni), citato dai re urartei Argishtis I e Sarduri II nell'VIII secolo a.C.

### Ipotesi armena
Sebbene la lingua o le lingue parlate ad Azzi-Hayasa siano del tutto sconosciute, si è a lungo pensato che la confederazione di Azzi-Hayasa possa aver svolto un ruolo significativo nell'etnogenesi degli armeni. Alcuni studiosi, abbracciando l'ipotesi armena, ritengono che gli armeni fossero originari della regione di Hayasa, o forse si fossero trasferiti nella regione di Hayasa dalle vicine regioni settentrionali o orientali del Caucaso. Secondo lo storico armeno Aram Kosyan, è possibile che le origini di Azzi-Hayasa risiedano nella cultura Trialeti-Vanadzor, che si espanse dalla Transcaucasia verso la moderna Turchia nordorientale nella prima metà del II millennio a.C. In alternativa, la Grande enciclopedia sovietica del 1962, abbracciando l'identificazione tra Hayasa e gli armeni, ipotizzò che questi ultimi fossero migrati da Shupria nel XII secolo a.C., anche se questa interpretazione sarebbe sostenuta soltanto dalla somiglianza con alcuni nomi di divinità tra le due regioni. I sostenitori dell'ipotesi armena hanno a lungo affermato che vi siano tracce di una prevalenza di una lingua indoeuropea non-anatolica, ovvero uno dei primi dialetti armeni, che presenterebbe alcune somiglianze con il greco antico e l'antico macedone. Nel tentativo di dimostrare questa ipotesi il linguista armeno Vartan Matiossian ha fatto notare che, essendo i fonemi ittiti h e kh intercambiabili come in alcuni dialetti armeni, il nome Hayasa somigli all'endonimo armeno hay, da cui deriverebbero i nomi Hayk’ o Hayastan, mentre la desinenza -assa/-asa sarebbero i suffissi del genitivo ittita. Lo stesso Matiossian sostiene che Hayasa sarebbe un etnonimo mentre Azzi era il nome per indicare l'entità politica o la regione geografica. Pertanto, il toponimo ittita significherebbe "paese degli Hay", una traduzione letterale del moderno armeno Hayots’ azn. Il termine Hay potrebbe derivare dalla parola proto-indoeuropea *h₂éyos (o forse *áyos), che significa "metallo", quindi il significato del toponimo sarebbe "terra del metallo", in riferimento alle prime tecniche metallurgiche sviluppate nella regione. Inoltre, è stato suggerito un collegamento tra il nome del re Karanni potrebbe essere collegato al nome di Carano di Macedonia.
Alcuni studiosi sostengono che il nome del re Mariya sia da collegare al sanscrito marya, che significa "giovane uomo, guerriero", suggerendo una presenza indoiranica nell'area, mentre Matiossian sostiene invece che questo nome sia una forma dell'armeno classico mari, "giovane". Pertanto, i due termini deriverebbero dalla stessa radice proto-indoeuropea, *méryos.
In accordo con queste interpretazioni, alcune delle divinità venerate in Azzi-Hayasa potrebbero essere collegate alle tradizioni armene o greche. Infatti, i templi principali di molte divinità armene di età classica come Aramadz, Anahit, Mher, Nane e Barsamin sarebbero stati situati dove sorgeva Azzi-Hayasa. In particolare, il principale centro di culto della dea Anahit era situato ad Ani-Kammahk (identificata con la Kummaha delle fonti ittite, il cui toponimo deriverebbe secondo il linguista armeno Hrachia Acharian da "kmakhk", la parola armena per "scheletro"), dove sorgevano il tesoro e le sepolture reali della dinastia Arsacide. Altri accostamenti alla mitologia greca vedrebbero l'identificazione di Terittituniš con Tritone e di Hayasa o Iya(ni)/Iga(ni) con Aiace. Unag-Astuas sarebbe almeno etimologicamente collegato all'armeno classico Astuats, da cui discende "Astvats", il termine in armeno moderno per "Dio". Mentre il nome della dea Baltaik potrebbe derivare etimologicamente dal proto-indoeuropeo *bʰel- (che significa "luminoso"), tramite la forma * bʰel-to, con un probabile suffisso diminutivo armeno -ik (come è presente nel nome della dea armena Astłik). In alternativa, potrebbe essere una dea collegata al semitico occidentale Ba'alat (Astarte), mentre il termine Hayastan somiglierebbe al nome dell'antico dio mesopotamico Haya (ha-ià) e alla divinità eblaita Hayya, imparentata con il dio Ea (Enki o Enkil in sumero).

### Critica all'identificazione armena
Il linguista russo Igor Diakonoff ha pesantemente criticato l'identificazione della confederazione di Azzi-Hayasa con gli armeni, sostenendo come le sue basi linguistiche siano estremamente deboli. Infatti, lo studioso affermerebbe che il collegamento tra il toponimo Hayasa e l'armeno Hay non sarebbe foneticamente sostenibile. Inoltre, -asa non potrebbe essere un suffisso della lingua anatolica poiché i nomi con questo suffisso sono del tutto assenti nell'altopiano armeno. In particolare, l'Enciclopedia di Cultura Indo-Europea riporta che: «i proto-armeni secondo Diakonoff, sono dunque un amalgama di hurro-urartei, luvi e muški che portarono la loro lingua indoeuropea verso est attraverso l'Anatolia». Inoltre, i sostenitori dell'identificazione armena rigetterebbero l'ipotesi di un insediamento tardo dei proto-armeni nell'area basandosi un'idea obsoleta di migrazione violenta dei popoli antichi, senza tener conto che altre popolazioni indoeuropee interagirono pacificamente con le popolazioni non-indoeuropee in situ, quali gli ittiti con gli hattici o gli iranici con gli elamiti, mettendo in atto processi di progressiva acculturazione che portarono all'acquisizione di nuovi modelli politici, sociali, culturali e religiosi, portando a un successivo consolidamento di entità politiche meglio organizzate non appena le entità politiche precedenti fossero entrate in crisi aprendo vuoti di potere. Ciò spiegherebbe perché non esista attestazione di un'entità politica prettamente armena prima del VI secolo a.C., in un'epoca successiva alla fine del regno di Urartu.

## Galleria d'immagini

L'Anatolia nella tarda età del bronzo.
Il sistema regionale del tardo bronzo.
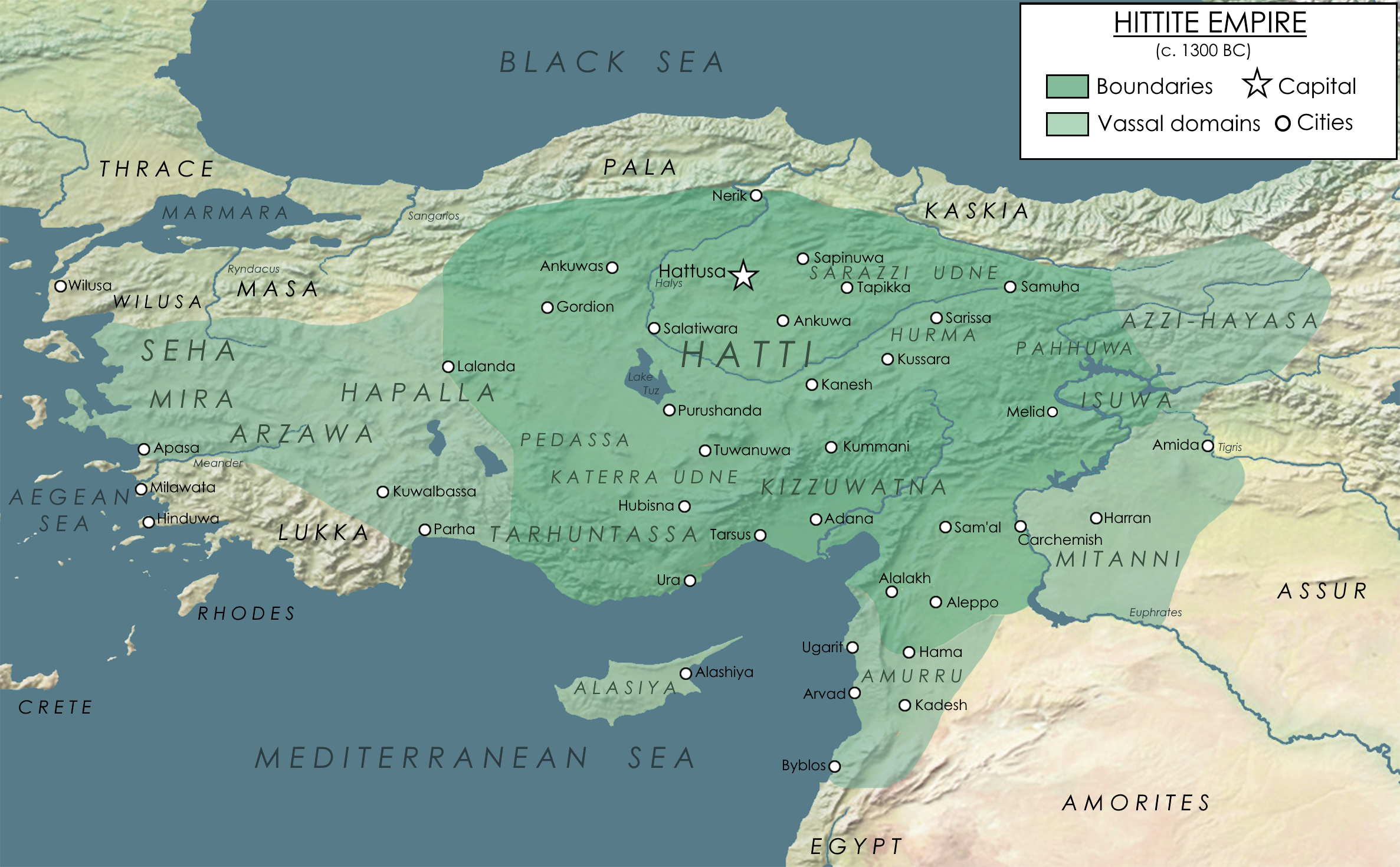
L'Impero Ittita e i suoi vassalli.